# Curcuma reclinata
Curcuma reclinata är en enhjärtbladig växtart som beskrevs av William Roxburgh. Curcuma reclinata ingår i släktet Curcuma och familjen Zingiberaceae. Inga underarter finns listade i Catalogue of Life.